# My Little Pony: Vriendschap is betoverend
My Little Pony: Vriendschap is betoverend (Engels: My Little Pony: Friendship Is Magic) is een Amerikaanse tekenfilmserie. In de VS werd ze vanaf 10 oktober 2010 uitgezonden op het kanaal The Hub. Deze incarnatie van het My Little Pony-speelgoed was voor televisie ontwikkeld door Lauren Faust, die eerder had gewerkt aan series van Cartoon Network zoals The Powerpuff Girls. De show werd geproduceerd door Studio B Productions in samenwerking met Hasbro Studios. Via het internet verwierf My Little Pony ook een fanbasis bij een ouder publiek.
De Nederlandse nasynchronisatie van de tv-serie wordt uitgezonden door JimJam, RTL Telekids en direct na Nick Jr. op Nickelodeon sinds begin september 2011. In Vlaanderen werd de serie uitgezonden op vtmKzoom van 28 september 2011 tot en met 21 september 2018. Sinds 12 januari 2019 komt het op VTM Kids Jr..

## Verhaal
De serie begint met een eenhoorn genaamd Twilight Sparkle, een student van Equestria's heerser, prinses Celestia. Nadat ze ziet hoe haar student zich alleen maar bezighoudt met boeken, stuurt prinses Celestia haar naar Ponyville met de opdracht een paar vrienden te maken. Twilight Sparkle, samen met haar assistent, een babydraak genaamd Spike, raakt bevriend met de pony's Pinkie Pie, Applejack, Rainbow Dash, Rarity en Fluttershy. Samen beleven ze avonturen binnen en buiten de stad en lossen ze diverse problemen op. De meeste afleveringen eindigen met Twilight Sparkle of iemand anders die een brief schrijft aan de prinses over wat ze die aflevering geleerd heeft over de magie van de vriendschap. Ook zit er in iedere aflevering een belangrijke les over vriendschap.
De zes hoofdpersonages zijn geschreven als jongvolwassenen met een volwassenheid van tussen de 12 en 18 jaar, alhoewel sommige afleveringen gaan over een trio van jongere pony's genaamd de 'Cutie Mark Clubleden' (Engels: Cutie Mark Crusaders), die proberen hun speciale talent te ontdekken.

## Personages

### Hoofdpersonages
- Twilight Sparkle

Het hoofdpersonage is Twilight Sparkle (stem: Tara Strong), een eenhoorn met een lichtpaarse vacht, indigo manen en een staart met roze en paarse highlights. Ze is prinses Celestia's favoriete student, en aan het begin van de serie vindt ze het vergaren van kennis belangrijker dan sociaal contact met anderen. In de eerste aflevering stuurt prinses Celestia haar naar Ponyville om haar te laten ontdekken hoe belangrijk vriendschap is. Daar raakt ze bevriend met Pinkie Pie, Applejack, Rainbow Dash, Rarity en Fluttershy. Ze heeft een uil genaamd Uilebuil (Engels: Owlowiscious) als huisdier. Haar Element der Harmonie is magie (Engels: magic). In de serie wordt ze in de laatste aflevering van seizoen 3 een prinses en krijgt ze vleugels. Hierdoor kan ze na dit punt een alihoorn (Engels: Alicorn) genoemd worden.
- Applejack

Applejack (stem: Ashleigh Ball) is een aardpony met een oranje vacht, blonde manen en staart en een Texaans accent. Ze is vlijtig, betrouwbaar en nuchter maar kan ook ontzettend koppig zijn en houdt problemen vaak voor zichzelf. Ze woont en werkt op een appelboomgaard genaamd 'Zoete appelgaard' (Engels: Sweet Apple Acres) en komt uit een grote familie die verspreid is over heel Equestria, met pony's die namen hebben die allemaal gerelateerd zijn aan appels (zoals Granny Smith, Big Macintosh en Apple Bloom). Applejack heeft een Border Collie genaamd Winona als huisdier. Haar Element der Harmonie is eerlijkheid (Engels: honesty).
- Fluttershy

Fluttershy (stem: Andrea Libman) is een pegasuspony met een geel-cremekleurige vacht en roze manen en staart. Ze is een zorgzame en kalme pony en ze is vaak erg verlegen rondom anderen. Over het algemeen praat ze heel erg zacht. Ze houdt van dieren en werkt als dierenverzorger in en rondom Ponyville, en vaak worden er allerlei soorten dieren in haar huis gezien die van hun ziekte komen aansterken. Ze heeft het witte konijn Angel als huisdier, dat erg bazig is en Fluttershy vaak dwingt assertief te zijn als ze dit eigenlijk niet wil. Haar Element der Harmonie is vriendelijkheid (Engels: kindness).
- Pinkie Pie

Pinkie Pie (Pinkamena Diane Pie) (stem: Andrea Libman) is een aardpony met een roze vacht en magenta manen en staart. Ze werkt als bakker bij de Zoetekauw (Engels: Sugarcube Corner). Ze is een obsessieve feestjesplanner, die altijd vrolijk is, veel praat en een beetje luchthoofdig is. Ze houdt ervan om te zingen en om grappen uit te halen met andere pony's. Pinkie Pie beschikt vaak over eigenaardige vaardigheden, zoals rennen met een snelheid die gelijk is aan die van Rainbow Dash, opduiken op de meest onverwachte plekken en rampen voorspellen aan de hand van stuiptrekkingen van haar ledematen en staart (de zogenaamde Pinkie Sense). Ze doorbreekt soms de vierde wand. Pinkie Pies huisdier is een baby-alligator genaamd Gummy. Haar Element der Harmonie is lachen (Engels: laughter — vertaald als 'vreugde' in de eerste aflevering van seizoen 2).
- Rarity

Rarity (stem: Tabitha St. Germain) is een eenhoorn met een witte vacht en paarse manen en staart. Ze is stijlvol en mooi, heeft een grote interesse in mode, en wil graag in het middelpunt van de belangstelling staan. Rarity wil graag gezien worden als een dame, iets wat haar soms in conflict brengt met haar afkomst. Ze heeft de neiging dramatisch te doen als het niet goed met haar gaat (bijvoorbeeld door zich op een sofa neer te laten vallen en haar verdriet te overdrijven). Ze heeft een modezaak genaamd Carousel Boutique en droomt ervan een groot modeontwerpster te worden. Rarity heeft een kat genaamd Opalescense en een zusje, Sweetie Belle. Haar Element der Harmonie is vrijgevigheid (Engels: generosity).
- Rainbow Dash

Rainbow Dash (stem: Ashleigh Ball) is een pegasus met een hemelblauwe vacht en regenbooggestreepte manen en staart. Ze is dapper, maar ook ondeugend en trots en een beetje ongevoelig naar anderen. Ze is sportief aangelegd en wil graag winnen, vooral als het om wedstrijden gaat waarin ze haar enorme vliegsnelheid kan laten zien. Ze werkt bij het Ponyville weerteam waar ze onder andere de wolken weghaalt, maar ze droomt ervan ooit lid te mogen worden van het vliegstuntteam De Wonderbolts dat beroemd is in heel Equestria. Ze is de laatste pony van de zes die een huisdier krijgt, een schildpad genaamd Tank. Ze is de enige pegasus die de Sonic Rainboom kan uitvoeren. Haar Element der Harmonie is loyaliteit (Engels: loyalty).
- Spike

Spike (stem: Cathy Weseluck) is Twilight Sparkle's babydraak. Hij is haar persoonlijke assistent en koerier, en hij is essentieel voor de communicatie tussen Twilight en prinses Celestia. Hij verstuurt Twilights brieven naar prinses Celestia door ze te verbranden met magisch vuur, en Twilight kan brieven ontvangen doordat hij ze opboert. Hij is vaak sarcastisch, koppig en lacht om andermans leed, maar is ook loyaal naar Twilight en de anderen. Hij heeft een oogje op Rarity, en doet er alles voor om haar aandacht te krijgen.

### Nevenpersonages
- De Cutie Mark Clubleden

De Cutie Mark Clubleden (Engels: Cutie Mark Crusaders) bestaan uit Apple Bloom, Scootaloo, Sweetie Belle, drie veulens op een queeste naar hun Cutie Marks, het symbool op de zij van een pony. Omdat een pony een Cutie Mark pas krijgt wanneer hij of zij zijn of haar speciale talent gevonden heeft, zo proberen de clubleden verschillende dingen uit om zo te ontdekken wat hun speciale talent is. Apple Bloom is de zus van Applejack, Scootaloo heeft geen zus maar is een enorme fan van Rainbow Dash; ze rijdt vaak op haar scooter/step die ze aandrijft door hard met haar vleugels te flapperen. Sweetie Belle is de zus van Rarity en kan goed zingen. Ze wil net zo zijn als haar zus maar die vindt dat niet erg leuk. Verschillende afleveringen in de serie draaien om de Cutie Mark Clubleden en hun zoektocht naar hun Cutie Mark. In seizoen 3 bekronen zij Apple Blooms nichtje uit Manhattan, Babs Seed, als vierde lid van de Cutie Mark Clubleden. Babs Seed verschijnt echter zelden.
- De koninklijke familie

Prinses Celestia regeert over Equestria. Ze verschijnt zelf ook veelvuldig, meestal even aan het einde van een aflevering om een verslag van Twilight Sparkle te krijgen over wat ze tot dusver geleerd heeft over vriendschap. In seizoen 2 krijgt ze ook verslagen van andere pony's. In sommige afleveringen krijgt Celestia geen brief, maar wordt er verteld wat ze hebben geleerd. In een aantal afleveringen krijgt ze helemaal geen rapport over vriendschap. Ze heeft een feniks als huisdier, genaamd Philomena. Celestia heeft een zusje, prinses Luna, die in de eerste twee afleveringen verscheen. Prinses Luna was 1000 jaar geleden verantwoordelijk voor de maan. Maar ze werd jaloers op haar zus omdat de pony's overdag speelden en plezier beleefden en in de avond sliepen. Ze raakte zodanig gefrustreerd en jaloers op haar zus dat ze veranderde in Nightmare Moon, die de wereld in eeuwige duisternis wilde hullen, en werd hierom door haar zus verbannen naar de maan. Toen ze weer terug was, probeerde ze ervoor te zorgen dat het voor eeuwig nacht was. Ze werd daarin tegengehouden door Twilight Sparkle en haar vriendinnen. Ze gebruikten samen de Elementen der Harmonie om Nightmare Moon te verslaan. Nightmare Moon veranderde terug in prinses Luna en vroeg haar zus om vergiffenis. Vanaf seizoen 2 verscheen ze echter weer aan prinses Celestia's zijde, ditmaal als een grotere pony met een goed hart.
- Zecora

Zecora is een zebra die in Everfree forest woont, een plek die door pony's in Ponyville meestal gemeden wordt. In de Engelstalige versie spreekt ze al tijden lang in rijm. Met haar kennis van kruiden waarmee ze de pony's regelmatig uit de penarie helpt en de Afrikaanse decoraties in haar huis heeft Zecora veel weg van een medicijnvrouw.
- Derpy Hooves

Derpy Hooves, kortweg Derpy genoemd, is een achtergrondpersonage. Ze is een grijskleurige pegasus met gele scheelkijkende ogen, die haar de bijnaam Derpy heeft opgeleverd (Afgeleid van het woord 'derp', een internetmeme, waarin personen worden afgebeeld die scheel kijken). In seizoen één had Derpy nog niet zo'n belangrijke rol, maar nadat de makers aan het tweede seizoen begonnen waren en lucht kregen van de populariteit van Derpy, is ze vaker op de voorgrond verschenen, en verstoppen de makers haar vaak op de meest onwaarschijnlijke plekken in afleveringen. Voor sommige kijkers is het de sport om Derpy zo vaak mogelijk te 'vinden'.
- Twist (Discord)

Twist (Engels: Discord) is een vreemd wezen, genaamd een draconequus. In de eerste aflevering wordt hij herrezen door een ruzie van de Cutie Mark Clubleden. Hij verbergt de elementen der harmonie en drijft de spot met Twilight en haar vrienden. Hij geeft hun een raadsel op over de plek waar de kettingen en kroon zijn: "Wenden en draaien is naar mijn zin. Je vindt de elementen weer bij het begin." Eerst gelooft Twilight Sparkle dat ze in een labyrint zitten verstopt, maar achteraf komt ze erachter dat de elementen in werkelijkheid verstopt zaten in een boek in haar huis. Nadat Twilight haar vrienden terug heeft bevriend met een spreuk, veranderen zij en haar vriendinnen Twist terug in steen. In het derde seizoen krijgt Fluttershy van prinses Celestia de taak om Twist te bekeren. De meiden brengen hem weer tot leven. Uiteindelijk slaagt Fluttershy erin omdat Twist de enige vriend die hij ooit heeft gehad niet wou verliezen. Deze personage heeft niets te maken met de pony die in de originele versie ook Twist heet.
- Prinses Cadence (Mi Amore Cadenza)

In het noorden van Equestria heeft prinses Cadence de macht over het Kristalen Rijk. Prinses Cadence was de vroegere oppas van Twilight Sparkle. In seizoen twee trouwde prinses Cadence met Shining Armor, de broer van Twilight Sparkle, en sindsdien regeren ze samen.

## Productie
De serie was ontwikkeld door Lauren Faust vanuit haar concepten die ze gemaakt had in 2008. Een aantal tekeningen van pony's waren geüpload via haar deviantART-account en vormden de basis voor de zes hoofdpersonages uit de serie. Later verwijderde ze de tekeningen, maar sommige fans hadden ze al opgeslagen.

### Seizoen 1
Tijdens de Hasbro Toy Fair van 2010 werd er prototypespeelgoed getoond. Faust schreef in haar weblog dat de prototypes personages waren voor een opkomende animatieserie.
Het eerste seizoen van het tv-programma werd geproduceerd door Hasbro Productions en Studio B Productions in Canada en Top Draw Animation in de Filipijnen. Opvallende medewerkers aan het programma waren Jayson Thiessen, Amy Keating Rogers, Cindy Morrow, Meghan McCarthy, Charlotte Fullerton, M. A. Larson en Dave Polsky. Op de San Diego Comic Con 2010 werd voor het eerst aangekondigd dat de serie zou worden uitgezonden op The Hub. In 2010 werd de productie voltooid en op 10 oktober werd de première uitgezonden. De laatste aflevering van dit seizoen werd uitgezonden op 6 mei 2011.

### Seizoen 2
Het tweede seizoen begon in de Verenigde Staten op 17 september 2011 met een tweedelige special Return of Harmony waarin de slechterik Discord (met de stem van John the Lancie die in Star Trek Q speelde) gedebuteerd wordt. Op 21 april 2012 werden de laatste twee afleveringen, A Canterlot Wedding deel 1 en deel 2, uitgezonden.
Seizoen 2 werd vanaf 13 mei 2013 ook uitgezonden in Nederland op het kinderkanaal Nickelodeon om 11:50 uur. In de eerste aflevering De Terugkeer van Harmonie deel 1 wordt de antagonist Twist (Originele naam Discord) geïntroduceerd z'n Nederlandse stemacteur is vooralsnog onbekend.

### Seizoen 3
Op 10 november 2012 werd het derde seizoen uitgezonden in de Verenigde Staten, te beginnen uit beide delen van The Crystal Empire. Het seizoen duurde 13 afleveringen tot en met 16 februari 2013, en eindigde met de aflevering, Magical Mystery Cure.
Per 1 januari 2014 is seizoen 3 naast seizoen 1 en 2 en de film Equestria Girls te zien op Netflix.

### Seizoen 4
Op 23 november 2013 werd de eerste aflevering van het vierde seizoen uitgezonden in de Verenigde Staten en bestaat net als vorige seizoen uit 26 episodes. De laatste episode werd op 10 Mei 2014 uitgezonden worden en heette "Twilight's Kingdom".

### Seizoen 5
Op 4 april 2015 kwam de eerste aflevering van seizoen 5 op tv, tot eind juli liep dit deel van het seizoen van 13 afleveringen. Op 12 september 2015 kwam aflevering 14 uit, wat het begin van het tweede deel van seizoen 5 inluidde.

## Op het internet
De serie kreeg veel volgers op internetsites zoals 4chan. In 2011 erkende Christopher Poole, de oprichter van 4chan, dat My Little Pony: Vriendschap is betoverend flink wat volgers had gekregen op zijn site. Op 20 maart 2011 veranderden ze de titels van alle boards naar "Once Upon a Pony" en "Everypony welcome", wat bij veel mensen die de show niet mochten irritatie opwekte. Lauren Faust erkende de internetvolgers ook op haar DeviantART-pagina. Een viral video was gemaakt over het natuurkundige aspect van My Little Pony, en deze verscheen zelfs op Tosh.0. Via kanalen zoals YouTube en deviantART verspreiden fans van de serie muziek, (digitale) tekeningen, Fanfictieverhalen en andere kunstvormen waarvan de auteur zich liet inspireren door My Little Pony.

### Volgers

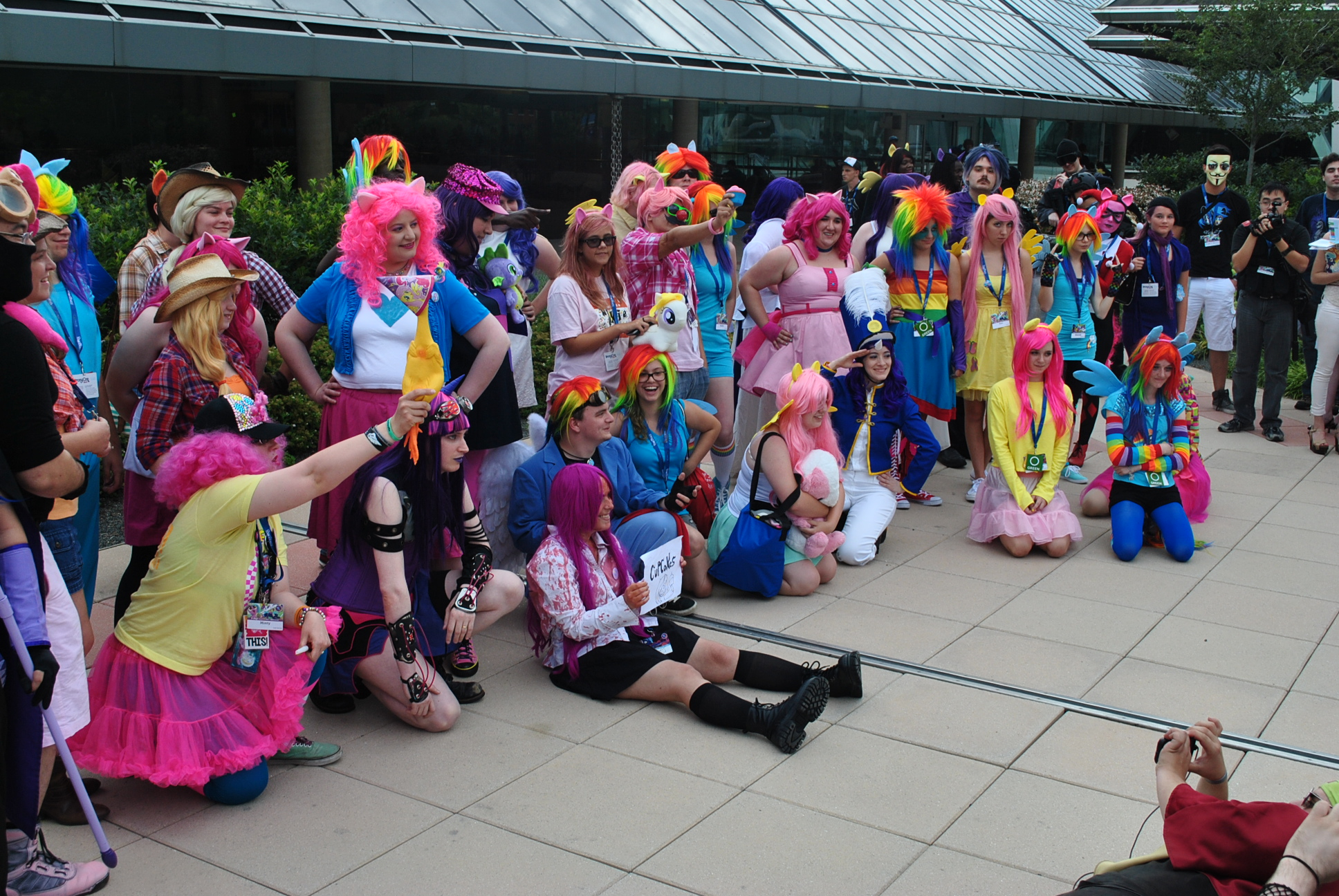
Cosplayers tijdens een BronyCon in 2014

Volwassen volgers van de show worden online vaak een 'Brony' (meervoud: Bronies) genoemd, een portmaneau van de slangterm bro, en het woord pony. De term was voor de grap bedacht op 4chan's /co/ board en werd voor het eerst erkend in de officiële song Equestria girls, een parodie op Katy Perry's California Gurls. Oorspronkelijk verwees het alleen naar de volwassen mannelijke volgers van Vriendschap is betoverend, maar wordt nu ook gebruikt voor zowel mannelijke als vrouwelijke volgers. Voor vrouwelijke fans wordt de term Pegasister ook courant gebruikt. Op 20 januari 2013 is een documentaire over deze volgers uitgekomen, namelijk Bronies: The Extremely Unexpected Adult Fans of My Little Pony. Onder meer John de Lancie en Tara Strong werkten aan deze documentaire mee.

## Rolverdeling
| Personage                                                                                  | Originele Engelstalige versie          | Nederlandstalige nasynchronisatie (Aflevering 3 - Versie voor demonstratie) | Nederlandstalige nasynchronisatie (Nickelodeon en RTL Telekids) | Nederlandstalige nasynchronisatie (Jim Jam) |
| ------------------------------------------------------------------------------------------ | -------------------------------------- | --------------------------------------------------------------------------- | --------------------------------------------------------------- | ------------------------------------------- |
| Apple Bloom                                                                                | Michelle Creber                        |                                                                             | Mieke Laureys                                                   | Holly van Zoggel                            |
| Applejack                                                                                  | Ashleigh Ball                          |                                                                             | Meghna Kumar Cathy Petit                                        | Janneke van Dooren An Vanderstighelen       |
| Babs Seed                                                                                  | Bryanna Drummond                       |                                                                             | Marlies Somers                                                  |                                             |
| Big Macintosh                                                                              | Peter New                              |                                                                             | Ewout Eggink (seizoen 1-3) Wiebe-Pier Cnossen (seizoen 4-heden) | Jelle Amersfoort                            |
| Braeburn                                                                                   | Michael Daingerfield                   |                                                                             | Dieter Jansen                                                   |                                             |
| Burgemeester van Ponyville                                                                 | Cathy Weseluck                         |                                                                             | Maria Lindes                                                    | Maria Lindes                                |
| Cheerilee                                                                                  | Nicole Olivier                         |                                                                             | Jannemien Cnossen                                               | Jannemien Cnossen                           |
| Hondo Flanks (Magnum)                                                                      | Peter New                              |                                                                             | Fred Meijer                                                     |                                             |
| Diamond Dog (klein)                                                                        | Lee Tockar                             |                                                                             | Rolf Koster                                                     |                                             |
| Diamond Dog (medium)                                                                       | Scott McNeil                           |                                                                             | Dieter Jansen                                                   |                                             |
| Diamond Dog (groot)                                                                        | Richard Ian Cox                        |                                                                             | Just Meijer                                                     |                                             |
| Diamond Tiara                                                                              | Chantal Strand                         |                                                                             | Christa Lips                                                    |                                             |
| Fluttershy                                                                                 | Andrea Libman                          |                                                                             | Lizemijn Libgott Veerle Burmeister                              | Lizemijn Libgott                            |
| Gilda                                                                                      | Maryke Hendrikse                       |                                                                             | Marjolein Algera                                                |                                             |
| Granny Smith                                                                               | Tabitha St. Germain                    |                                                                             | Maria Lindes                                                    |                                             |
| Hoity Toity                                                                                | Trevor Devall                          |                                                                             | Rolf Koster                                                     |                                             |
| Little Strongheart                                                                         | Erin Matthews                          |                                                                             |                                                                 |                                             |
| Maud Pie                                                                                   | Ingrid Nilson                          |                                                                             | Donna Vrijhof                                                   |                                             |
| Nightmare Moon                                                                             | Tabitha St. Germain                    |                                                                             | Marjolein Algera                                                |                                             |
| Photo Finish                                                                               | Tabitha St. Germain                    |                                                                             |                                                                 |                                             |
| Pinkie Pie                                                                                 | Andrea Libman                          |                                                                             | Melise de Winter                                                |                                             |
| Pipsqueak                                                                                  | William Lawrenson                      |                                                                             | Marjolein Algera                                                |                                             |
| Prins Blueblood                                                                            | Vincent Tong                           |                                                                             | Just Meijer                                                     |                                             |
| Prinses Cadance                                                                            | Britt McKillip                         |                                                                             | Nicoline van Doorn                                              |                                             |
| Prinses Celestia                                                                           | Nicole Oliver                          |                                                                             | Donna Vrijhof                                                   |                                             |
| Prinses Luna                                                                               | Tabitha St. Germain                    |                                                                             | Marjolein Algera                                                |                                             |
| Rainbow Dash                                                                               | Ashleigh Ball                          |                                                                             | Karina Mertens                                                  | Meghna Kumar                                |
| Rarity                                                                                     | Tabitha St. Germain                    |                                                                             | Donna Vrijhof Amaryllis Uitterlinden                            |                                             |
| Sapphire Shores                                                                            | Rena Anakwe                            |                                                                             | Edna Kalb                                                       |                                             |
| Scootaloo                                                                                  | Madeleine Peters                       |                                                                             | Edna Kalb                                                       | Mandy de Lee                                |
| Flim en Flam broers                                                                        | Samuel Vincent & Scott McNeil          |                                                                             | Fred Meijer                                                     |                                             |
| Spike                                                                                      | Cathy Weseluck                         |                                                                             | Christa Lips                                                    | Cynthia de Graaff                           |
| Snails                                                                                     | Richard Ian Cox                        |                                                                             | Ewout Eggink                                                    |                                             |
| Snips                                                                                      | Lee Tockar                             |                                                                             | Thijs van Aken                                                  |                                             |
| Soarin'                                                                                    | Matt Hill                              |                                                                             | Dieter Jansen                                                   |                                             |
| Spitfire                                                                                   | Nicole Oliver (16) Kelly Metzger (26-) |                                                                             | Lotte Horlings                                                  |                                             |
| Sweetie Belle                                                                              | Claire Corlett                         |                                                                             | Jannemien Cnossen                                               |                                             |
| Trixie                                                                                     | Kathleen Barr                          |                                                                             | Nine Meijer                                                     |                                             |
| Twilight Sparkle                                                                           | Tara Strong                            |                                                                             | Anneke Beukman                                                  |                                             |
| Twist (de pony)                                                                            | Chiara Zanni                           |                                                                             | Donna Vrijhof                                                   |                                             |
| Twist (alleen in seizoen 2) / Discord (sinds seizoen 3) (Engels: Discord — de draconequus) | John de Lancie                         |                                                                             | Fred Meijer                                                     |                                             |

### Originele Engelse zangstemmen
- Kazumi Evans — Rarity
- Rebecca Shoichet — Twilight Sparkle
- Shannon Chan-Kent — Pinkie Pie
- Michelle Creber - Sweetie Belle

### Dvd, Blu-ray en online distributie
Promotioneel speelgoed dat is uitgebracht in Europa en Brazilië is gebundeld met een speciale dvd, met aflevering 3 van het eerste seizoen. Hasbro biedt ook afleveringen van de serie aan in de iTunes Store met een 5.1 geluidsspoor in onder anderen de Verenigde Staten en Australië. De reeks is in meerdere landen verkrijgbaar op Netflix, onder anderen Nederland — maar nog niet België — waar het zowel in het Engels als in het Nederlands verkrijgbaar is. In Nederland zijn twee dvd's uitgebracht, elk met drie afleveringen, door Bright Vision Entertainment.
In Duitsland is het eerste seizoen uitgebracht in een boxset op dvd en Blu-ray met zowel de Duitse (2.0 en 5.1) als de Engelstalige versie (enkel 2.0).
| # | Titel                     | Verschijningsdatum | Afleveringen                   | Talen              | Distributeur  |
| - | ------------------------- | ------------------ | ------------------------------ | ------------------ | ------------- |
| 1 | Vriendschap is betoverend | 1 december 2012    | Seizoen 1 – aflevering 1 t/m 3 | Vlag van Nederland | Bright Vision |
| 2 | Het appel plukseizoen     | 19 februari 2013   | Seizoen 1 – aflevering 4 t/m 6 | Vlag van Nederland | Bright Vision |